# 2003–2004-es török labdarúgó-bajnokság (első osztály)
A 2003–2004-es török labdarúgó-bajnokság első mérkőzését 2003. augusztus 8-án játszották, az utolsó mérkőzésre 2004. május 15-én került sor. A bajnokságot a Fenerbahçe SK nyerte 76 ponttal a Trabzonspor előtt.

## Góllövőlista
| Név                  | Klub                    | Nemzetiség                | Gólok |
| -------------------- | ----------------------- | ------------------------- | ----- |
| Zafer Biryol         | Konyaspor               | Törökország               | 25    |
| Pierre van Hooijdonk | Fenerbahçe              | hollandia                 | 24    |
| Serkan Aykut         | Samsunspor              | Törökország               | 20    |
| Tuncay Şanlı         | Fenerbahçe              | Törökország               | 19    |
| Souleymane Youla     | Gençlerbirliği          | Guinea · Törökország      | 16    |
| Yunus Altun          | Elazığspor              | Törökország               | 16    |
| Ahmed Hassan         | Beşiktaş                | Egyiptom · Törökország    | 14    |
| Gökdeniz Karadeniz   | Trabzonspor             | Törökország               | 14    |
| Necati Ateş          | Adanaspor / Galatasaray | Törökország               | 14    |
| Okan Yılmaz          | Bursaspor               | Törökország               | 14    |
| Ersen Martin         | Denizlispor             | Törökország · Németország | 13    |
| Murat Hacıoğlu       | Diyarbakırspor          | Törökország               | 13    |